# Iris Rauskala

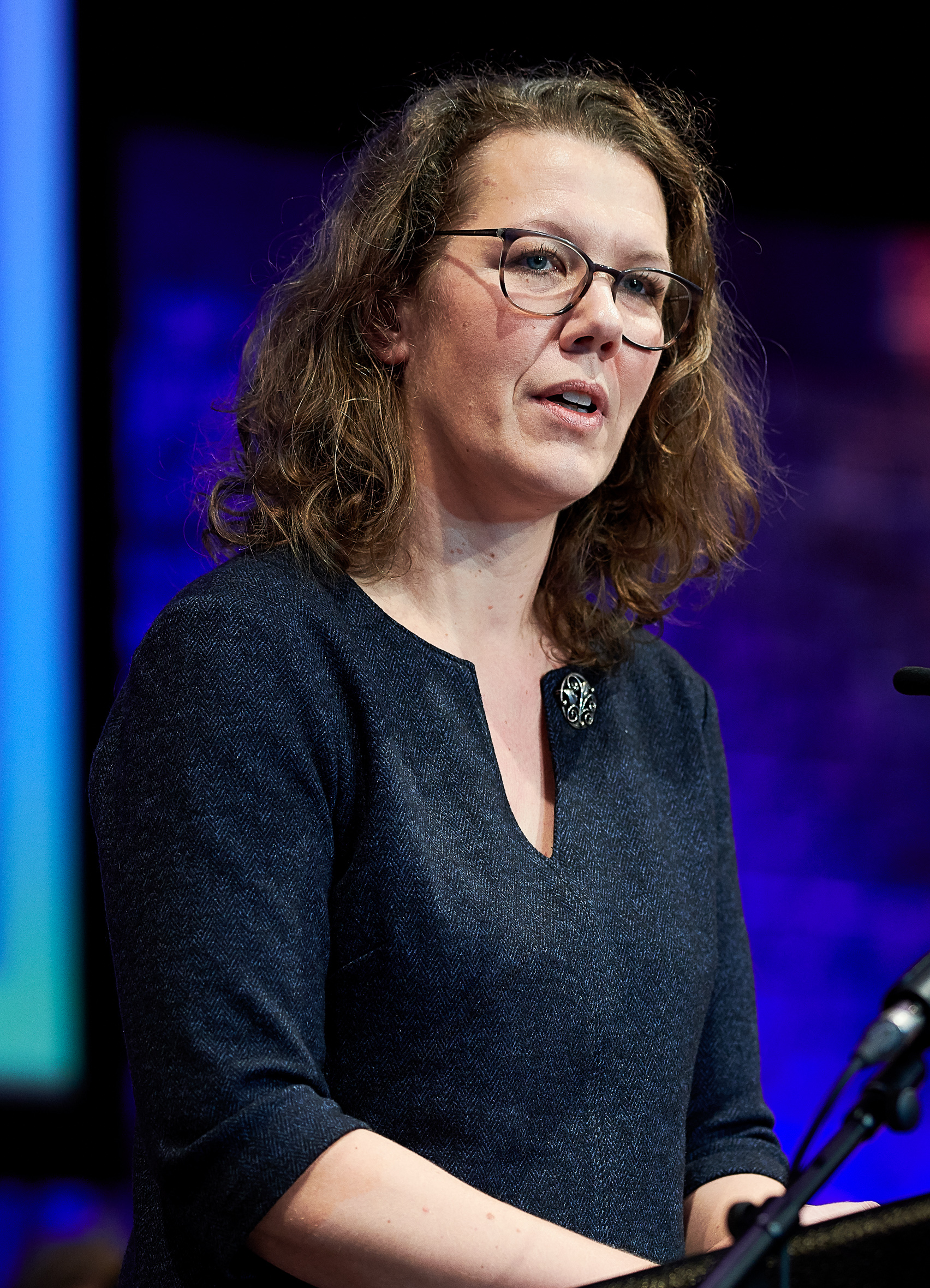
Iris Eliisa Rauskala (2019)

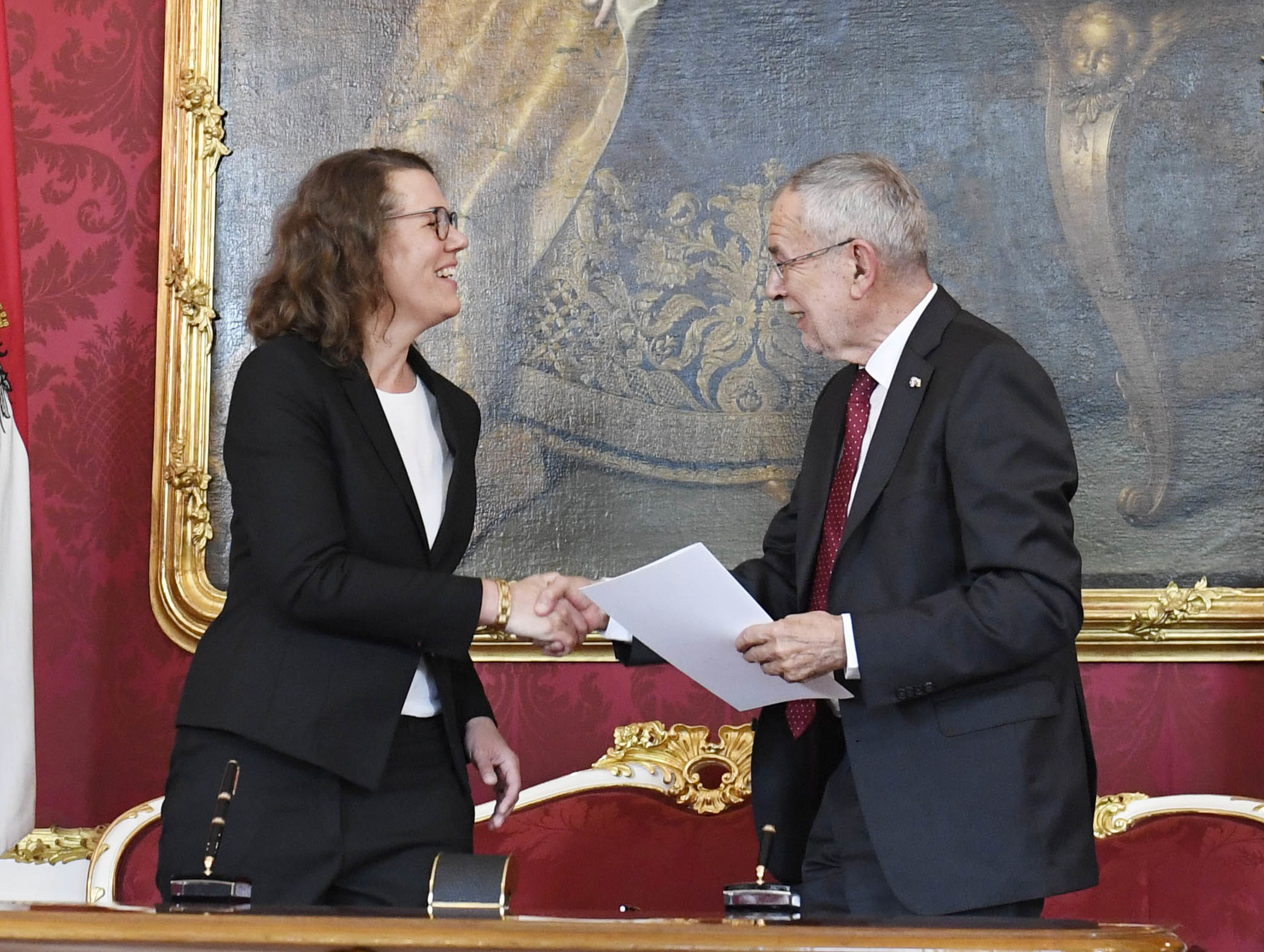
Iris Eliisa Rauskala bei der Angelobung mit Bundespräsident Alexander Van der Bellen (2019)

Iris Eliisa Rauskala (geboren am 14. März 1978 in Helsinki) ist eine österreichische Wirtschaftswissenschaftlerin und Spitzenbeamtin. Vom 3. Juni 2019 bis zum 7. Jänner 2020 war sie Bundesministerin für Bildung, Wissenschaft und Forschung.

## Leben
Rauskala, die Tochter eines finnischen Wissenschaftlers und einer im öffentlichen Dienst arbeitenden Oberösterreicherin, wuchs viereinhalb Jahre in Finnland, danach in Oberösterreich auf. Nach der Matura in Wels studierte sie Internationale Wirtschaftswissenschaften an der Universität Innsbruck und promovierte 2006 mit Auszeichnung. Im Anschluss an ihr Doktorat absolvierte Rauskala die Grundausbildung für den Bundesdienst im Wirtschafts- und Arbeitsministerium. Ihre Abschlussarbeit entstand 2009 und war dem Thema „Wirkungsorientierte Verwaltungsführung“ gewidmet. In Oslo absolvierte sie ein Training an der Internationalen Organisation der Obersten Rechnungskontrollbehörden (INTOSAI). Außerdem nahm sie am 14. Strategischen Führungslehrgang der Landesverteidigungsakademie teil.
Erste Berufserfahrung gewann sie als wissenschaftliche Mitarbeiterin und Lehrbeauftragte an ihrer Alma Mater sowie an der Europäischen Akademie in Bozen. Ein Jahr lang war sie als Public Management Consultant am Institut für Verwaltungsmanagement in Innsbruck tätig. Ab August 2007 war sie im Bundesministerium für Wirtschaft und Arbeit als Referentin verpflichtet. Sie arbeitete dort in der Grundsatzabteilung für Forschungs- und Technologiepolitik. Danach war sie von 2009 bis Juli 2011 Referentin von drei ÖVP-Wissenschaftsministern: Johannes Hahn, Beatrix Karl und Karlheinz Töchterle. Von November 2011 bis April 2015 leitete sie an der Zürcher Hochschule für Angewandte Wissenschaften die Fachstelle für Public Financial Management. 2015 wurde sie vom damaligen Wirtschafts- und Wissenschaftsminister Reinhold Mitterlehner (ÖVP) zur Leiterin der Sektion für Budget, Personal, interne Revision und Wissenschaftskommunikation ernannt. Außerdem wurde ihr der Bereich Studienförderung und -beratung im Wissenschaftsministerium übertragen. Im Juli 2018 wurde Rauskala als Leiterin der Präsidialsektion des BMBWF bestellt.
Seit 2015 ist Iris Rauskala stellvertretende Vorsitzende des Aufsichtsrats im Fonds zur Förderung der wissenschaftlichen Forschung sowie Mitglied des Aufsichtsrats der Österreichischen Mensen Betriebs-GesmbH.
Am 3. Juni 2019 wurde sie zur Bundesministerin für Bildung, Wissenschaft und Forschung in der Bundesregierung Bierlein ernannt. Sie übte dieses Amt bis zur Enthebung der Regierung Bierlein am 1. Oktober 2019 nach der Nationalratswahl 2019 und dann geschäftsführend bis zum Geschäftsantritt der Bundesregierung Kurz II am 7. Jänner 2020 aus.
Mitte Juni 2019 outete sich Rauskala medial im Rahmen von Interviews mit zwei österreichischen Tageszeitungen als offen homosexuell lebend: „Ich bin mit einer Frau verheiratet und habe hier noch nie negative Reaktionen erlebt.“
Nach ihrem Amt als Ministerin wurde Rauskala Sektionschefin und Chief Digital Officer im Bildungsministerium. Hier war sie hauptverantwortlich für die Vorbereitung der Digitalisierungsoffensive, in deren Zuge unter anderem 150.000 Laptops Tablets an Schüler der 5. und 6. Schulstufe verteilt werden.
Am 8. Dezember 2021 wurde Rauskala zur Rektorin der Hochschule für öffentliche Verwaltung und Finanzen Ludwigsburg (Deutschland) gewählt.